# Cleomenes III van Sparta
Cleomenes III (Grieks: Κλεομένης), uit het huis der Agiaden was van 235 tot 219 v.Chr. koning van Sparta.
Hij was een zoon van Leonidas II, huwde met de weduwe van Agis IV en zette diens sociale hervormingen verder. Hij brak de weerstand van de eforen en slaagde erin het land te herverdelen, dat in handen was van een honderdtal grootgrondbezitters, en gaf het aan de burgers. Hij herstelde de oude wetgeving van Lycurgus en reorganiseerde het Spartaanse leger met Macedonische bewapening. Bij zijn poging om de gehele Peloponnesos opnieuw onder Spartaans bewind te brengen, kwam hij in aanvaring met de Achaeïsche Bond, waarvan de leider Aratus van Sicyon een beroep had gedaan op Antigonus III van Macedonië. In 222 v.Chr. moest Cleomenes III het onderspit delven bij Sellasia. Hij trok zich terug in Egypte, waar hij in 219 vrijwillig zijn leven beëindigde.
- Bibliothèque nationale de France: cb11992092p (data)
- Gemeinsame Normdatei: 102385173
- Library of Congress Control Number: n83206533
- Nationale Bibliotheek van Tsjechië: jn20000700907
- Nationale Bibliotheek van Israël: 987007276383205171
- Nationale Bibliotheek van Polen: a0000002514593
- Nationale en Universitaire bibliotheek Zagreb: 000359166
- Nederlandse Thesaurus van Auteursnamen: 070713588
- Système universitaire de documentation: 083471308
- Virtual International Authority File: 232153040
- WorldCat: E39PBJwD3CBvjXQJcQJHTjbDbd